# Jan Nepomucen Głowacki
Jan Nepomucen Głowacki (sinh năm 1802 - mất ngày 28 tháng 7 năm 1847) là một họa sĩ người Ba Lan của thời kỳ Lãng mạn, được đánh giá là họa sĩ vẽ tranh phong cảnh xuất sắc nhất của đầu thế kỷ 19 ở Ba Lan.

## Tiểu sử
Głnowacki học hội họa tại Học viện Mỹ thuật Jan Matejko ở Kraków và sau đó đi du học tại các học viện ở Praha, Vienna, Roma và Munich. Năm 1828, Głowacki trở lại Kraków và làm giáo viên dạy vẽ tranh. Kể từ năm 1842, ông là giáo sư của Học viện Mỹ thuật Jan Matejko. Các tác phẩm của Głowacki có thể được tìm thấy tại các chi nhánh của Bảo tàng quốc gia Ba Lan. Một số tác phẩm của nghệ sĩ đã bị Đức Quốc Xã cướp phá trong Thế chiến thứ hai.

## Sáng tác
Głowacki là nghệ sĩ Ba Lan đầu tiên sáng tác một loạt tác phẩm về dãy núi Tatra.  Những bức tranh phong cảnh như "Widok z Poronina" (1836) và "Morskie Oko" (1837) được đánh giá là khởi đầu cho hàng loạt bức tranh phong cảnh núi Ba Lan theo trường phái hiện thực.

## Tác phẩm tiêu biểu
- Quang cảnh lâu đài Wawel ở Kraków
- Thung lũng Dolina Kościeliska, núi Tatra
- Potok baorski (Suối trên núi)
- Krajobraz z Ojcowa